# Площа Конституції (Мехіко)

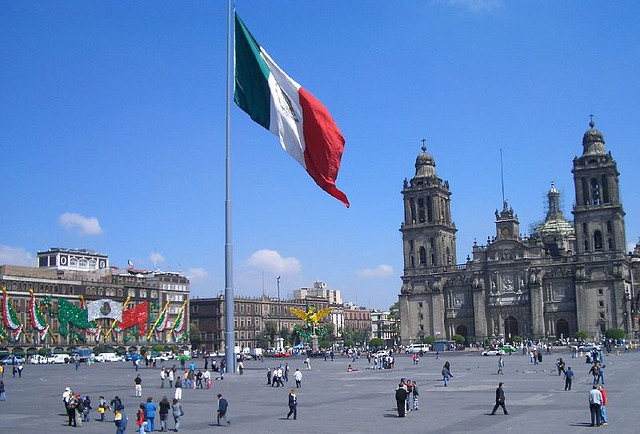
Площа Конституції в Мехіко

Площа Конституції в Мехіко (ісп. Plaza de la Constitución — Пласа-де-ла-Конститусьйон, також ісп. Zócalo — Сокало) — головна площа мексиканської столиці.

## Опис
Розташована в історичному центрі Мехіко. Площа в стилі бароко має прямокутну форму і площу в 46 800 м². Найбільша площа Латинської Америки.
На площі розміщуються найзначніші установи країни: Національний палац, кафедральний собор, стара будівля мерії.
До захоплення столиці ацтеків іспанцями на цьому місці був палац Монтесуми II.